# Associazione Sportiva Pescina Valle del Giovenco 2009-2010
Questa pagina raccoglie le informazioni riguardanti l 'Associazione Sportiva Pescina Valle del Giovenco nelle competizioni ufficiali della stagione 2009-2010.

## Rosa
| N. |                      | Ruolo | Calciatore                |  |
| -- | -------------------- | ----- | ------------------------- |  |
|    | Argentina (bandiera) | A     | Cristian Pablo Berra      |  |
|    | Italia (bandiera)    | C     | Alessandro Bettega        |  |
|    | Italia (bandiera)    | A     | Dario Bettini             |  |
|    | Italia (bandiera)    | P     | Marino Bifulco            |  |
|    | Italia (bandiera)    | D     | Alessandro Birindelli     |  |
|    | Italia (bandiera)    | C     | Leonardo Blanchard        |  |
|    | Italia (bandiera)    | A     | Giuseppe Caccacavallo     |  |
|    | Italia (bandiera)    | C     | Marco Capparella          |  |
|    | Italia (bandiera)    | A     | Giuseppe Catalli          |  |
|    | Italia (bandiera)    | C     | Andrea Censori            |  |
|    | Grecia (bandiera)    | A     | Lampros Choutos           |  |
|    | Brasile (bandiera)   | C     | César Aparecido Rodrigues |  |
|    | Italia (bandiera)    | A     | Giovanni Cipolla          |  |
|    | Italia (bandiera)    | C     | Michel Cruciani           |  |
|    | Italia (bandiera)    | A     | Stefano Dall'Acqua        |  |
|    | Italia (bandiera)    | C     | Stefano De Angelis        |  |
|    | Italia (bandiera)    | D     | Fabrizio Di Bella         |  |
|    | Italia (bandiera)    | D     | Stefano Di Berardino      |  |

| N. |                    | Ruolo | Calciatore                |
| -- | ------------------ | ----- | ------------------------- |
|    | Italia (bandiera)  | C     | Fabio Ferraresi           |
|    | Brasile (bandiera) | A     | Franciel Hengemühle       |
|    | Italia (bandiera)  | C     | Carmine Giordano          |
|    | Italia (bandiera)  | C     | Cosimo Damiano Laboragine |
|    | Italia (bandiera)  | A     | Luigi Letta               |
|    | Italia (bandiera)  | D     | Luca Locatelli            |
|    | Italia (bandiera)  | C     | Andrea Luzi               |
|    | Brasile (bandiera) | C     | Ribeiro Dos Santos Mateus |
|    | Italia (bandiera)  | P     | Claudio Merletti          |
|    | Italia (bandiera)  | D     | Morris Molinari           |
|    | Italia (bandiera)  | A     | Maicol Negro              |
|    | Ghana (bandiera)   | D     | Desmond N'Ze Kouassi      |
|    | Italia (bandiera)  | D     | Giuseppe Petitto          |
|    | Italia (bandiera)  | D     | Simone Piva               |
|    | Italia (bandiera)  | D     | Matteo Pomponi            |
|    | Italia (bandiera)  | C     | Mario Rebecchi            |
|    | Italia (bandiera)  | C     | Giovanni Rosamilia        |
|    | Italia (bandiera)  | D     | Andrea Suriano            |